# Vườn quốc gia Peak Charles
Vườn quốc gia Peak Charles là một vườn quốc gia ở Tây Úc, Úc.